# 23 Samodzielny Batalion Piechoty Zmotoryzowanej (Ukraina)
22 Samodzielny Batalion Piechoty Zmotoryzowanej „Charków” – batalion Wojsk Lądowych Ukrainy, podporządkowany 92 Samodzielnej Brygadzie Zmechanizowanej. Jako batalion obrony terytorialnej brał udział w konflikcie na wschodniej Ukrainie. Batalion stacjonuje w Czerkaśkem w obwodzie dniepropietrowskim.

## Działania bojowe
Po ukończeniu szkolenia, batalion ochraniał granice obwodu zaporoskiego w rejonie Ljubymiwki i Roziwki. 31 maja 2014 roku trafił do strefy walk, a od czerwca ulokowany był pod Mariupolem. 31 sierpnia aż dwunastu żołnierzy zginęło wskutek ostrzału moździerzowego. 5 września Chortyca wzięła udział w ataku na Nowoazowsk, wspierana przez 8 baterię 3 dywizjonu 55 Samodzielnej Brygady Artylerii. W tym dniu trzech żołnierzy zginęło, a dziesięciu zostało rannych po ataku moździerzowym pod Szyrokinem. Wielu innych zostało ogłuszonych. Zniszczona została również ciężarówka przewożąca amunicję. Podczas tych walk inny pododdział batalionu pod dowództwem D. Herasymenki został ostrzelany i zmuszony do odwrotu. Niedługo później kierowana rakieta przeciwpancerna uderzyła w namiot batalionu, w wyniku czego ciężko raniła jednego z żołnierzy. 20 września w eksplozji pobliskiego pocisku artyleryjskiego zginął kolejny żołnierz. Wycofanie Chortycy ze strefy walk nastąpiło 28 września. 8 grudnia batalion walczył w okolicach Mariupola i jeden z jego żołnierzy zginął. 8 lutego 2015 roku, w rezultacie ostrzału moździerzowego, zginął zastępca dowódcy jednej z kompanii, a czterech innych żołnierzy było rannych.